# Bałczik (Rosja)
Bałczik (ros. Балчик) – wieś (dieriewnia) w Rosji, w obwodzie orłowskim, w rejonie pokrowskim. W 2010 liczyła 72 mieszkańców.